# Louis A. Johnson

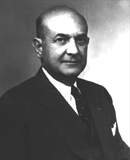
Louis A. Johnson

Louis Arthur Johnson (* 10. Januar 1891 in Roanoke, Virginia; † 24. April 1966 in Washington D.C.) war vom 28. März 1949 bis zum 19. September 1950 Verteidigungsminister der Vereinigten Staaten unter Präsident Harry S. Truman.
In seine Amtszeit fielen eine Reihe von verteidigungspolitischen Konflikten wie der Aufstand der Admirale, die sich aus der strategischen Neuausrichtung der Streitkräfte der Vereinigten Staaten nach dem Zweiten Weltkrieg ergaben.

## Leben
Johnson studierte nach seinem Highschool-Abschluss Rechtswissenschaft an der University of Virginia und eröffnete zusammen mit einem ehemaligen Kommilitonen in Clarksburg, West Virginia, die Kanzlei „Steptoe and Johnson“, deren Erfolg bald die Gründung von Zweigstellen in Charleston und Washington führte.
Johnson ließ sich zur Wahl des Repräsentantenhauses von West Virginia aufstellen und wurde nach erfolgreicher Wahl dort Vorsitzender der demokratischen Mehrheitsfraktion. 1916 wurde er Offizier und diente an der Westfront.
Präsident Franklin D. Roosevelt ernannte Johnson 1937 als Nachfolger von Harry Hines Woodring zum stellvertretenden Kriegsminister (Assistant Secretary of War). In dieser Position arbeitete er auf eine Professionalisierung des Militärs und einer stärkeren Rolle der Luftstreitkräfte hin, was ihm jedoch in Konflikt mit seinem isolationistisch gesinnten Vorgesetzten, Kriegsminister Harry Hines Woodring, in Konflikt brachte. Roosevelt entließ beide, als die Wehrmacht Frankreich im sechswöchigen Blitzkrieg besiegte.

## Auszeichnungen
- 1947: Medal for Merit, damals die höchste zivile Auszeichnung der USA.